# Equus ferus ferus
El tarpán (Equus ferus ferus), también conocido como caballo salvaje euroasiático, es una subespecie extinta de caballo salvaje incluida en la especie Equus ferus a la que también pertenecen tanto los caballos domésticos (Equus ferus caballus) —del cual el tarpán es su antepasado salvaje— como el caballo salvaje de Przewalski (Equus ferus przewalskii). Existían dos tipos de tarpanes: el tarpán de las estepas y el tarpán forestal.
El tarpán habitó en Europa y Asia. El último individuo que se cree pudo pertenecer a esta subespecie murió en cautiverio en Rusia en 1909, aunque algunas fuentes afirman que no era realmente un tarpán debido a su parecido con los caballos domésticos. El último ejemplar fehacientemente tarpán murió en el zoológico de Moscú en 1875. 

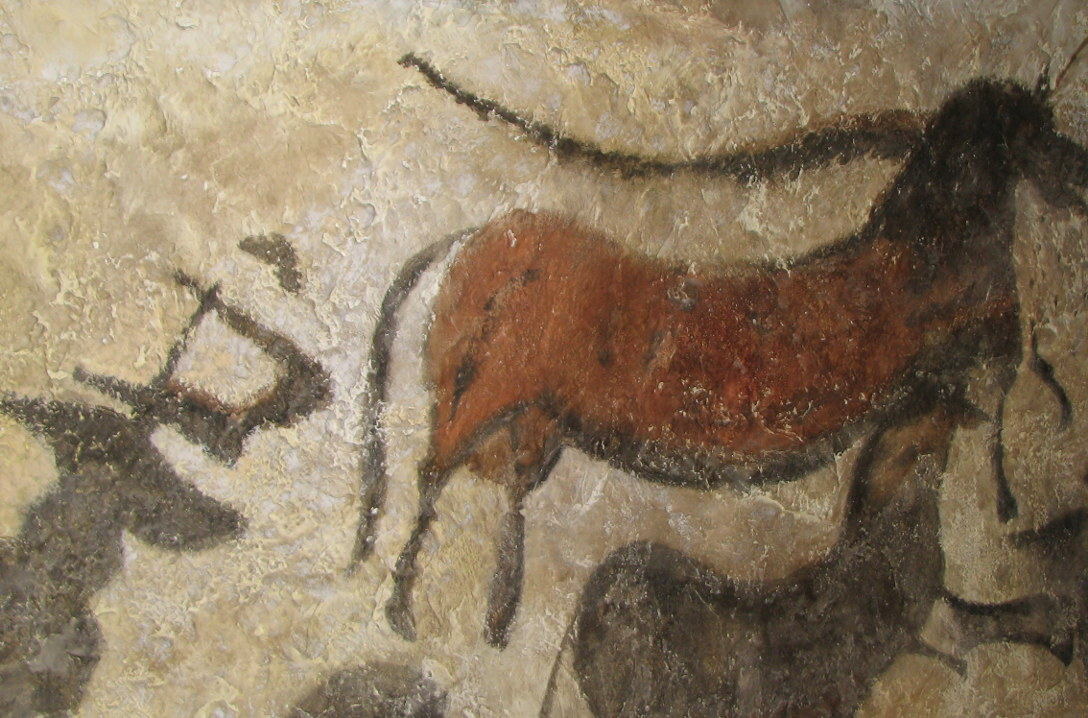
Ilustración de un tarpán en una cueva de Lascaux.

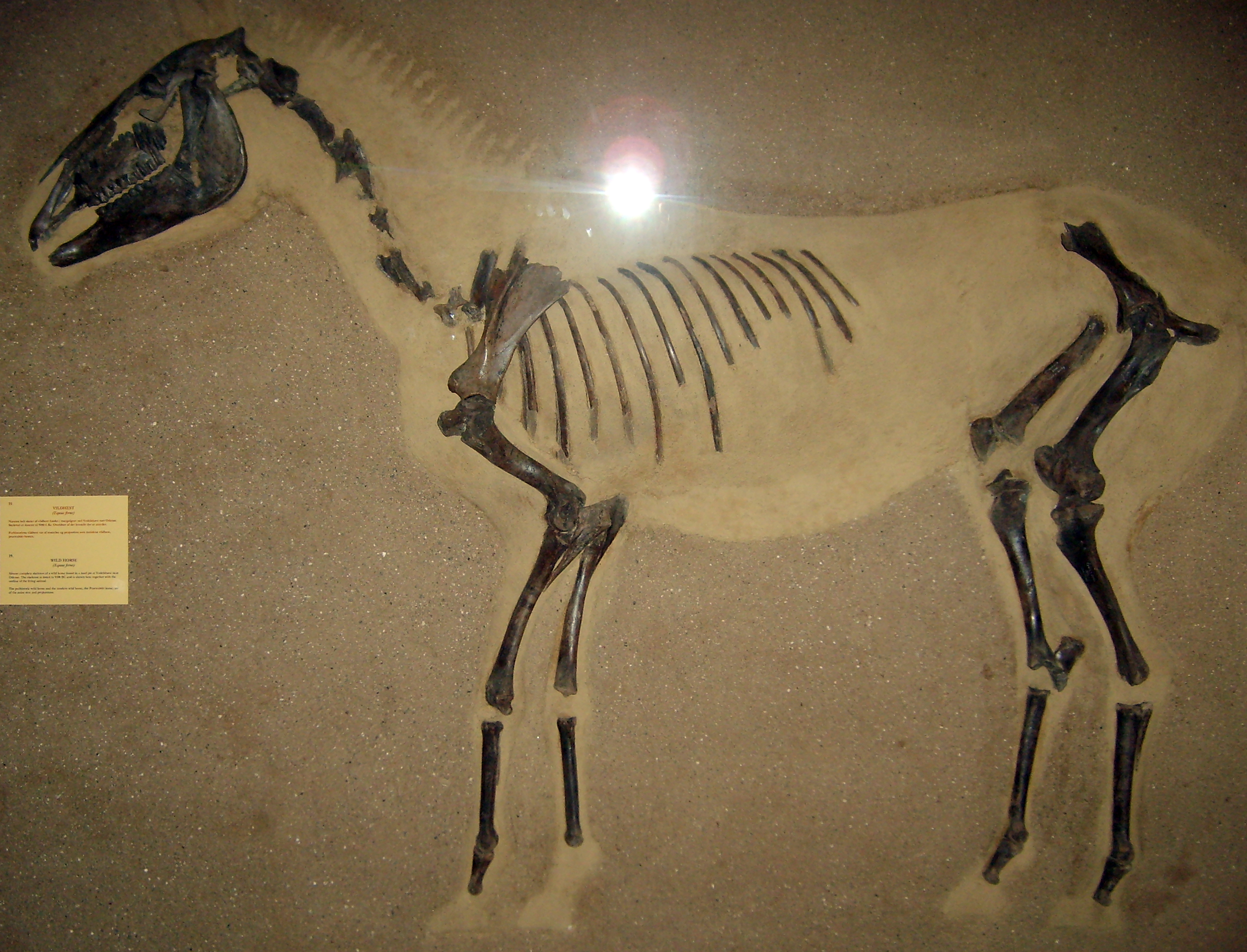
Un fósil de tarpán, en el Museo Zoológico de Copenhague. Fue recolectado cerca de Odense, Dinamarca, y fechado en 9100 a. C.

## El tarpán de las estepas
El tarpán estepario, de finos miembros y perfil cóncavo, es considerado como la forma originaria de las razas orientales de caballo doméstico, llamadas caballos de sangre caliente. Vivía en Rusia meridional, en las estepas y en bosques abiertos. De color gris ceniciento, gris-rata amarillento; presentaba una crin corta y erizada, una gran raya de mulo (línea negra a lo largo del lomo), perfil ligeramente cóncavo y, a veces, trazas transversales en las patas. Medía alrededor de 1,30 metros a la altura de la cruz. Este tarpán se extinguió durante la segunda mitad del siglo XIX. Entre 1851 y 1866 fueron muertos los últimos 20 tarpanes del distrito de Cherson. Los tarpanes del distrito ruso de Táurida —donde vivía el mayor número de tarpanes— fueron víctimas de numerosos exterminios organizados por campesinos. En 1876 no quedaba más que una yegua que se unió a un grupo de caballos domésticos; tuvo dos potrillos con un caballo doméstico y, después de 3 años, escapó a la estepa. Según declaraciones de los que la vieron, era muy salvaje y capaz de escapar de cualquier persecución. En 1879 fue perseguida por la estepa nevada, como diversión, por la gente del campo, se cayó en una grieta del terreno, rompiéndose una pata tratando de huir de sus perseguidores, y murió a 35 km de Askaniya Nova en Ucrania. A nadie se le ocurrió conservar el esqueleto o la piel. El criador de caballos ruso Paul Sisoyev que la había visto, la describe en los siguientes términos: 

«Era pequeña como un poni, de silueta acarnerada, color gris, crin breve, cola corta, patas oscuras y una línea longitudinal oscura en mitad del lomo».

## El tarpán de los bosques

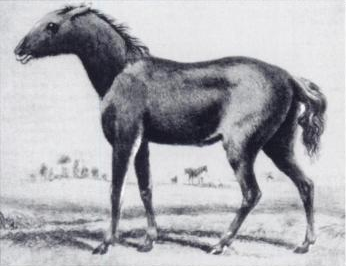
Sólo se conoce esta ilustración de un tarpán vivo, un potro de cinco meses pintado por Borisov, en el año 1841.

El tarpán forestal habitaba los bosques de Europa central, en Polonia y Alemania. Uno de los episodios del poema de los Nibelungos narra cómo mató Sigfrido un "caballo furioso" durante el curso de una cacería en el bosque de los Wasgos. Se supone que el caballo en cuestión es un semental de tarpán de los bosques. El tarpán de los bosques se extinguió a principios del siglo XIX. En el parque natural del Conde Zamoiski, en Biłgoraj (Polonia), vivieron hasta los años 1810-1815 algunos animales de esta subespecie; los últimos ejemplares fueron entregados a los campesinos de los alrededores y quedaron absorbidos dentro de la pequeña raza local de caballos domésticos: la konik. Se afirma que los últimos tarpanes se extinguieron en Polonia en 1918 o 1919; al parecer, los animales criados en cautividad se mantuvieron en las ganaderías hasta ese momento. El tarpán de los bosques es el antecesor de un número modesto de pequeñas razas equinas: figuran entre ellas el poni Konik de Polonia, el poni Exmoor, el poni Dülmen y otras razas de crianza que con frecuencia se mantienen en libertad en estado semisalvaje. Los caballos konik y los de otras razas parecidas al tarpán están siendo usados para intentar volver a obtener un fenotipo lo más parecido al tarpán, para luego emplearlos para ocupar el nicho que dejó vacante el tarpán con su extinción.

## Nomenclatura
El tarpán fue descrito por primera vez por Johann Friedrich Gmelin en el año 1774. Gmelin había visto este caballo en 1769 en la región de Bobrovsk, cerca de Vorónezh. En 1784 Pieter Boddaert llamó a este taxón Equus ferus, basándose en la descripción de Gmelin. Sin conocer el nombre de Boddaert, Otto Antonius publicó el nombre de Equus gmelini en 1912, de nuevo refiriéndose a las descripciones de Gmelin. 
En la actualidad se piensa que el caballo doméstico, llamado Equus caballus por Linneo en 1758, desciende del tarpán. En una aplicación estricta de las normas del Código Internacional de Nomenclatura Zoológica, el tarpán debería haber sido llamado E. caballus o, si se consideraba una subespecie, E. caballus ferus. Sin embargo, normalmente los biólogos han ignorado esta norma y usado E. ferus para el tarpán para evitar la confusión con sus primos domésticos. 
En 2003, la Comisión Internacional de Nomenclatura Zoológica emitió una norma, conocida como Opinión 2027, que establece una excepción en el principio de prioridad de los nombres científicos para que prevalecieran los nombres de las variedades salvajes frente a las domésticas de 17 especies, y así evitar que los linajes más antiguos fueran nombrados como subespecies de sus descendientes domésticos; entre la que estaban los caballos, por lo cual el nombre científico para la especie es Equus ferus; siendo denominados los caballos domésticos E. f. caballus y el tarpán E. f. ferus.

## Taxonomía
Se han realizado estudios entre las dos subespecies vivientes de la misma especie que el tarpán. Los resultados en donde se compara al caballo doméstico, por ser el tarpán su taxón ascendente, pueden ser relacionados también a este último.
Un estudio molecular en el año 2009 utilizando ADN antiguo (recuperado de restos paleontológicos) sitúa al caballo de Przewalski en la misma especie que el tarpán, y por lo tanto del caballo doméstico. Posteriores análisis de ADN mitocondrial, sugirieron que el caballo Przewalski y el tarpán se separaron hace unos 160 000 años. El cariotipo del caballo de Przewalski posee un par de cromosomas más que el cariotipo del caballo doméstico, ya sea por la fisión del cromosoma 5 del caballo doméstico en el caballo de Przewalski o fusión de los cromosomas 23 y 24 del caballo de Przewalski en el caballo doméstico. En comparación, las diferencias cromosómicas entre los caballos domésticos y las cebras poseen numerosas translocaciones, fusiones, e inversiones. Caballo de Przewalski se sabe que tiene el número de cromosomas diploides más alto de entre todas las especies equinas. El caballo de Przewalski puede cruzarse con el caballo doméstico y producir descendencia fértil (de 65 cromosomas).

## Intentos de recrear al tarpán
A partir de la década de 1930, y a través de la cría selectiva, se hicieron varios intentos para desarrollar algunas razas de caballos que se parecen al tarpán. Las razas que dieron como resultado incluyeron el caballo de Heck, el Hegardt o caballo de Stroebel, y una derivación de la raza Konik, todos los cuales tienen una apariencia primitiva, sobre todo en el color del pelaje. Algunos de estas razas son promovidas como tarpanes.
En resumen, los resultados no tuvieron éxito alguno, ya que no fue lo que esperaban los científicos en aquel tiempo.

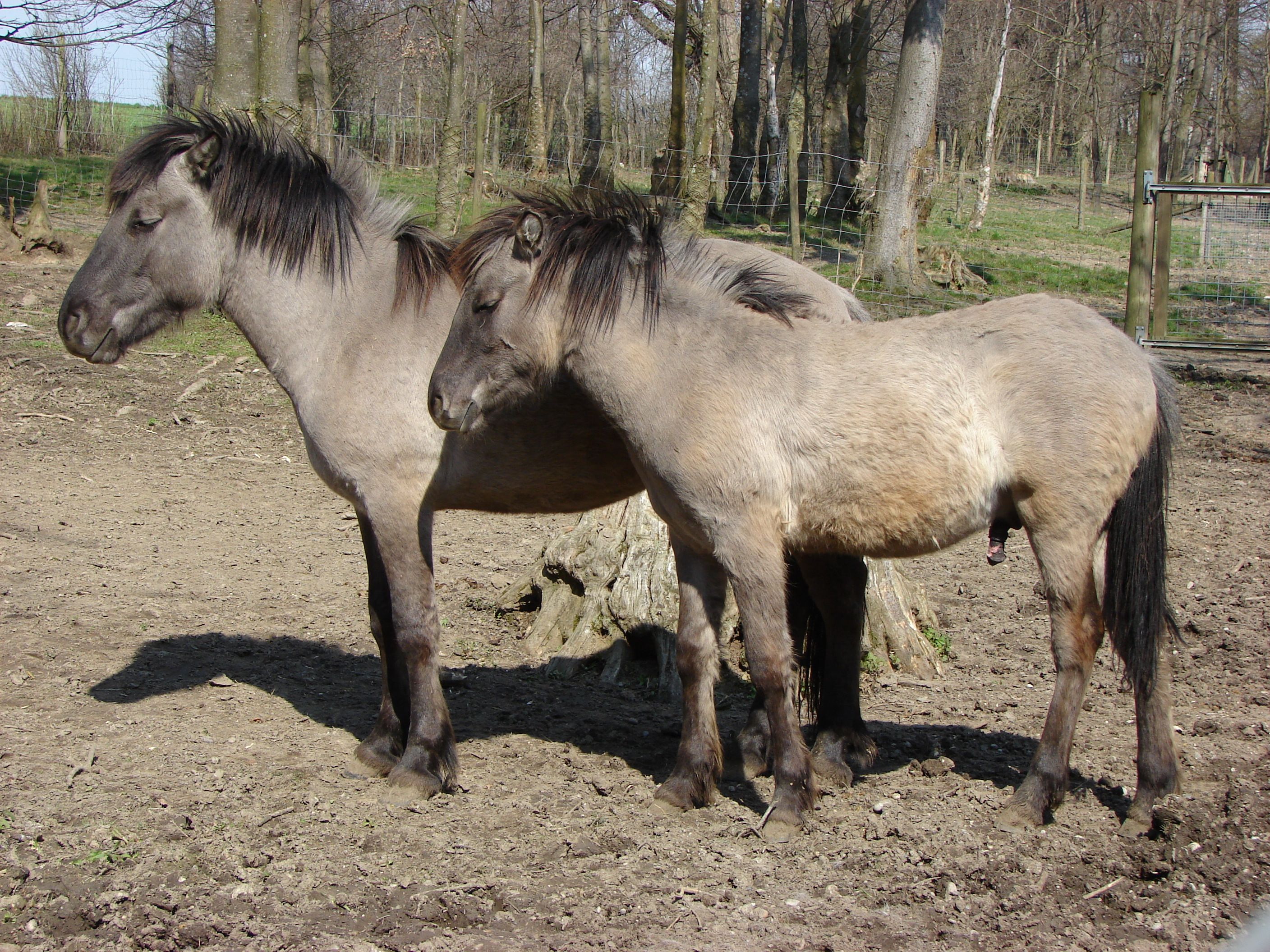
"Tarpanes" recreados: la raza de caballos de Heck.